# Acrobasis birgitella
Acrobasis birgitella is een vlinder van de familie van de snuitmotten (Pyralidae). De wetenschappelijke naam van deze soort is voor het eerst voorgesteld als Conobathra birgitella door Rolf-Ulrich Roesler in een publicatie uit 1975.
De soort komt voor in China (Jiangsu).